# Libro d'Ore di Simon de Varie
Il Libro d'Ore di Simon de Varie è un codice miniato di Jean Fouquet, databile al 1455-1460 circa e conservato nella Koninklijke Bibliotheek dell'Aia (ms. 74 G 37 e ms. 74 G 37a) e, per alcuni fogli, al J. Paul Getty Museum di Los Angeles (ms. 7).

## Descrizione e stile
L'opera, di non grandi dimensioni, è decorata da una serie di miniature a tutta pagina, circondate da cornici floreali con stemmi. Nelle cornici sono spesso presenti motivi di grande finezza, come il bianco su bianco negli sfondi dei fiori.
Tra le pagine più note ci sono quelle della Vergine con Bambino benedicente e di Simon de Varie inginocchiato in preghiera. In quest'ultima il committente, raffigurato con l'armatura e una cappa un tempo blu (oggi rossa) coi gigli di Francia, mentre sullo sfondo una damigella tiene uno scudo araldico con cimiero. La pagina del ritratto del donatore riporta anche il motto nobiliare del personaggio.
La tecnica è raffinatissima e comprende, ad esempio, spolverature d'oro usate per lumeggiare i vestidi della Madonna e del Bambino. In più punti si osservano cadute del prezioso colore blu lapislazzulo, che fanno riaffiorare la sottostante preparazione del minio rosso.

## Galleria d'immagini

### KB 74 G 37

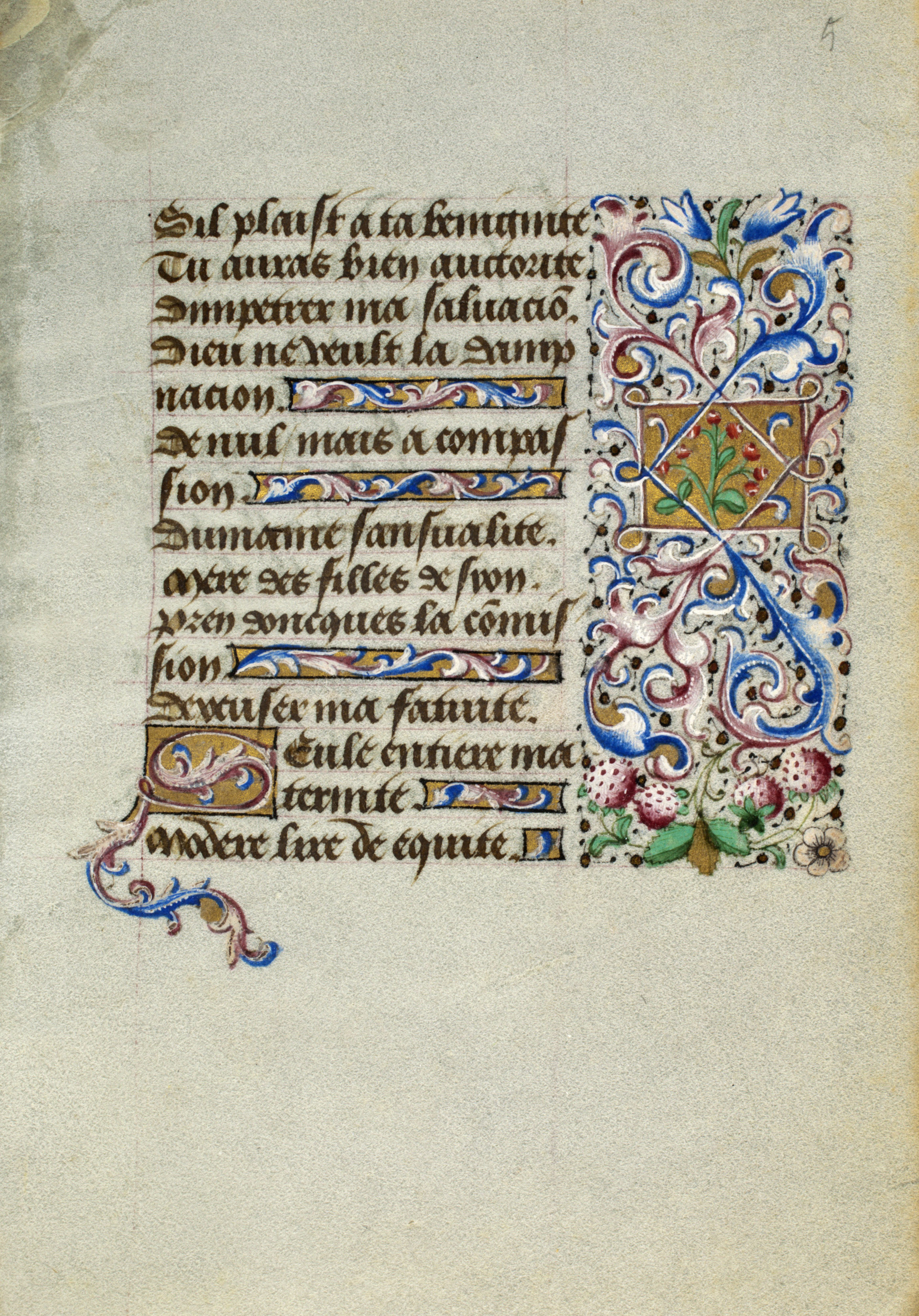
Foglio 005r
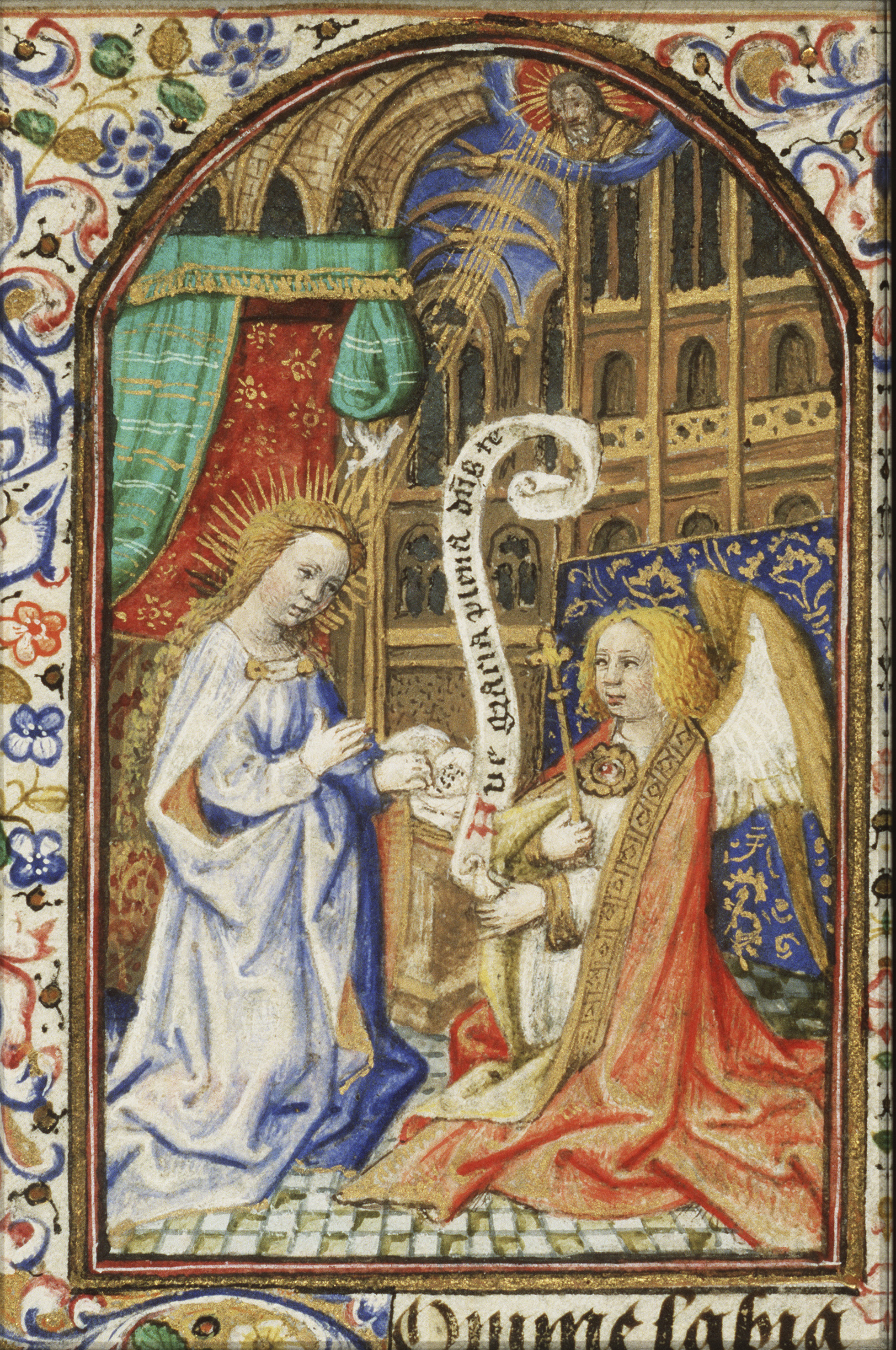
Miniatura foglio 025r
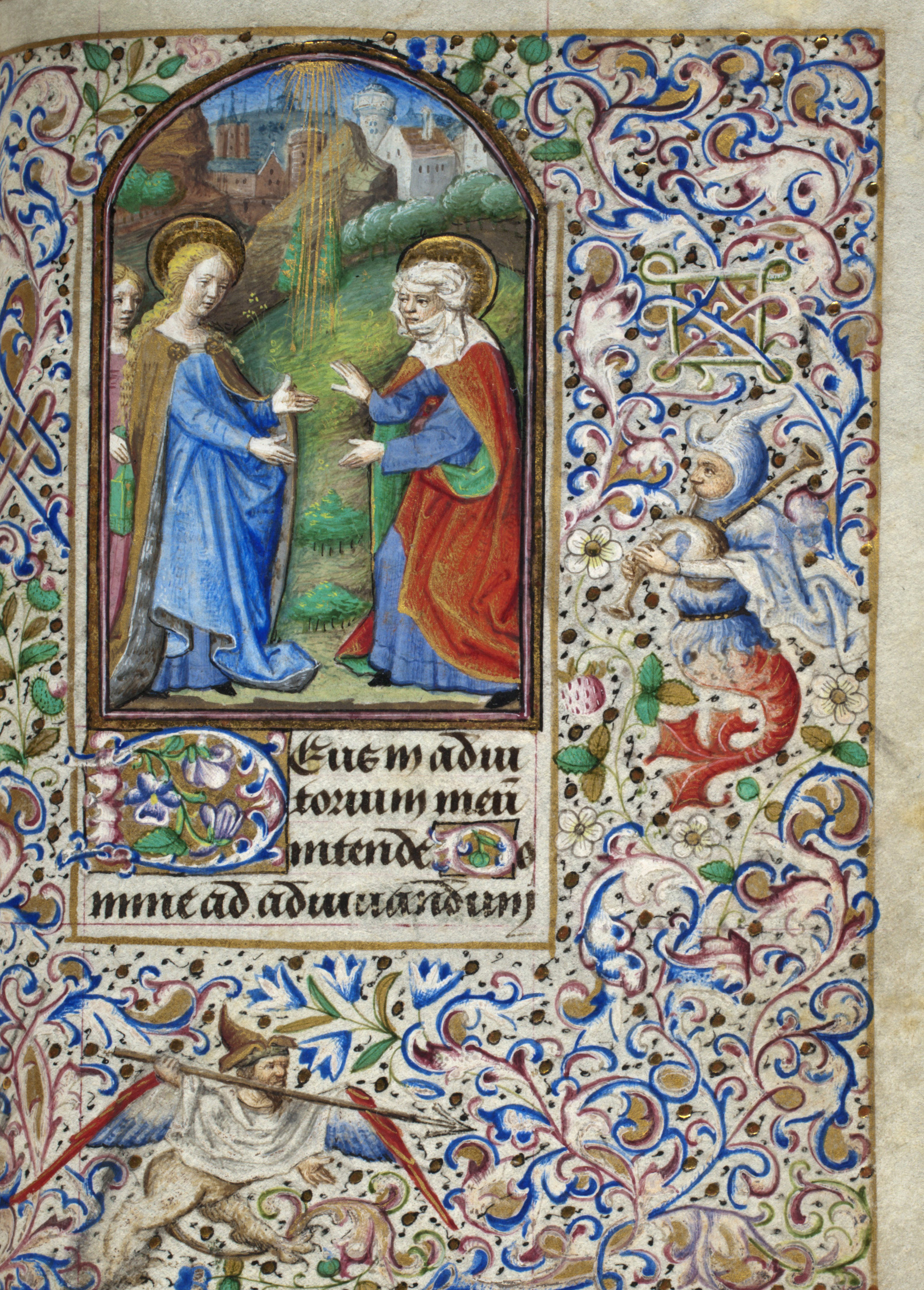
Foglio 053r
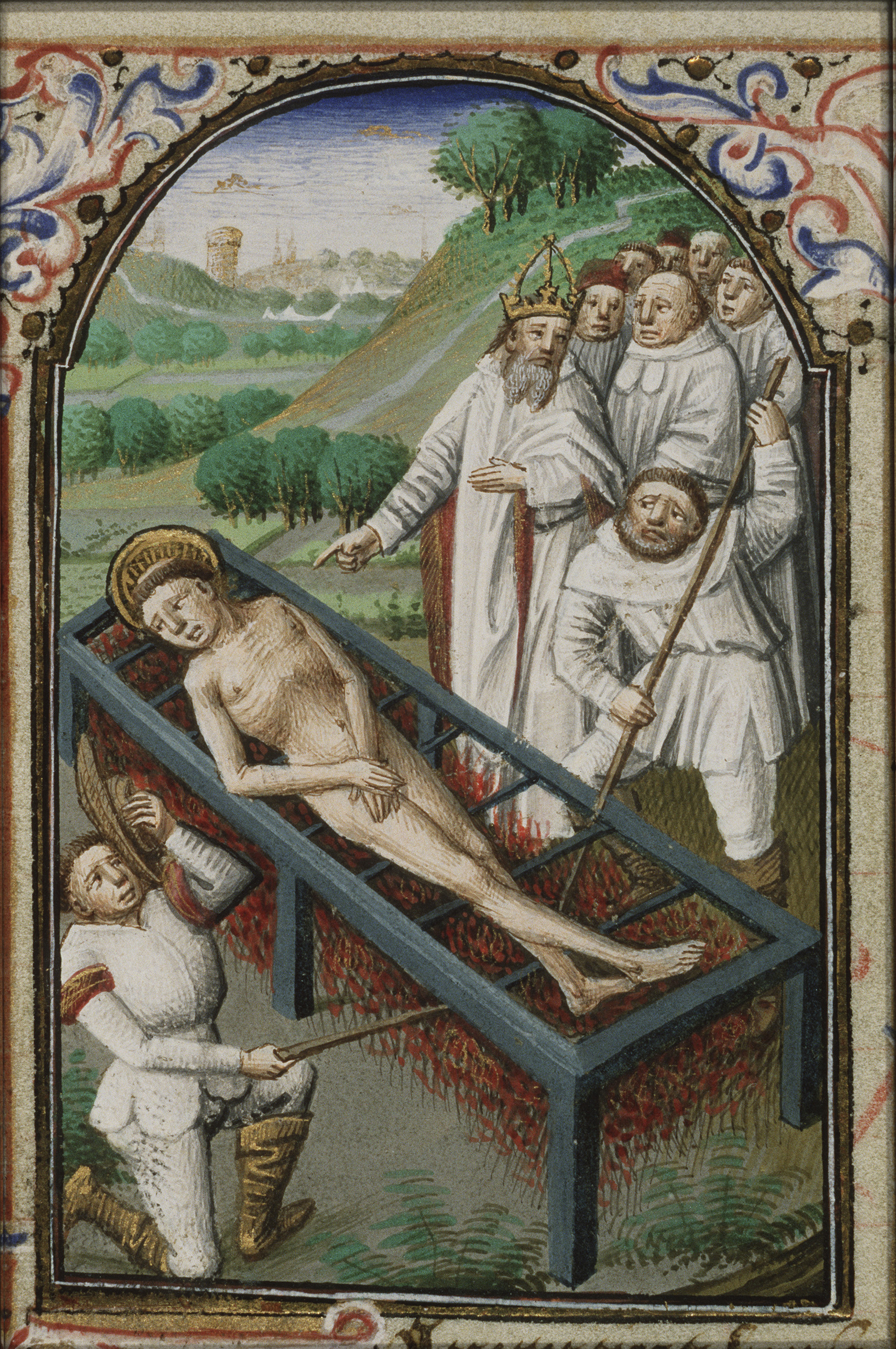
Miniatura foglio 073v
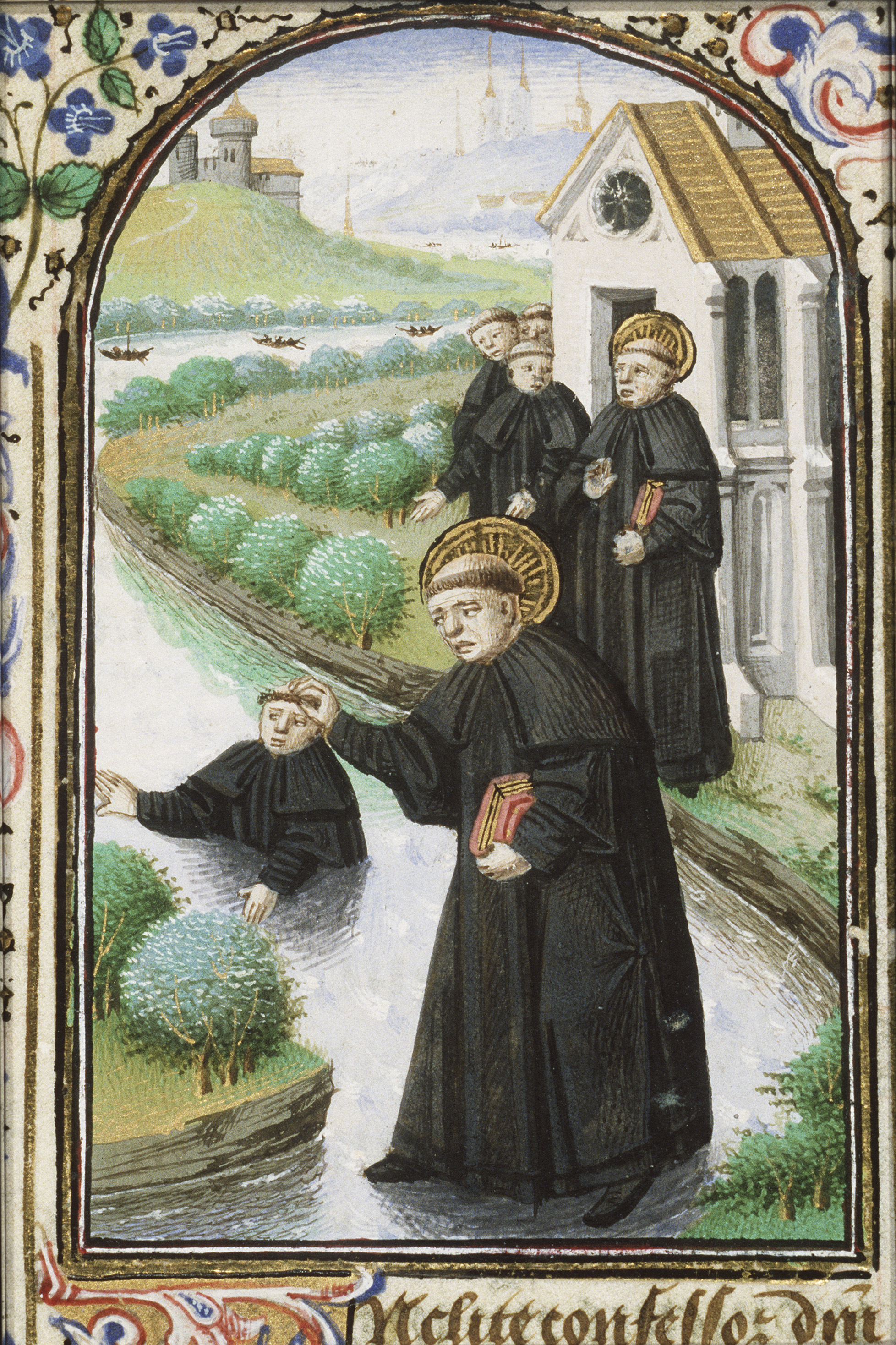
Miniatura foglio 083r
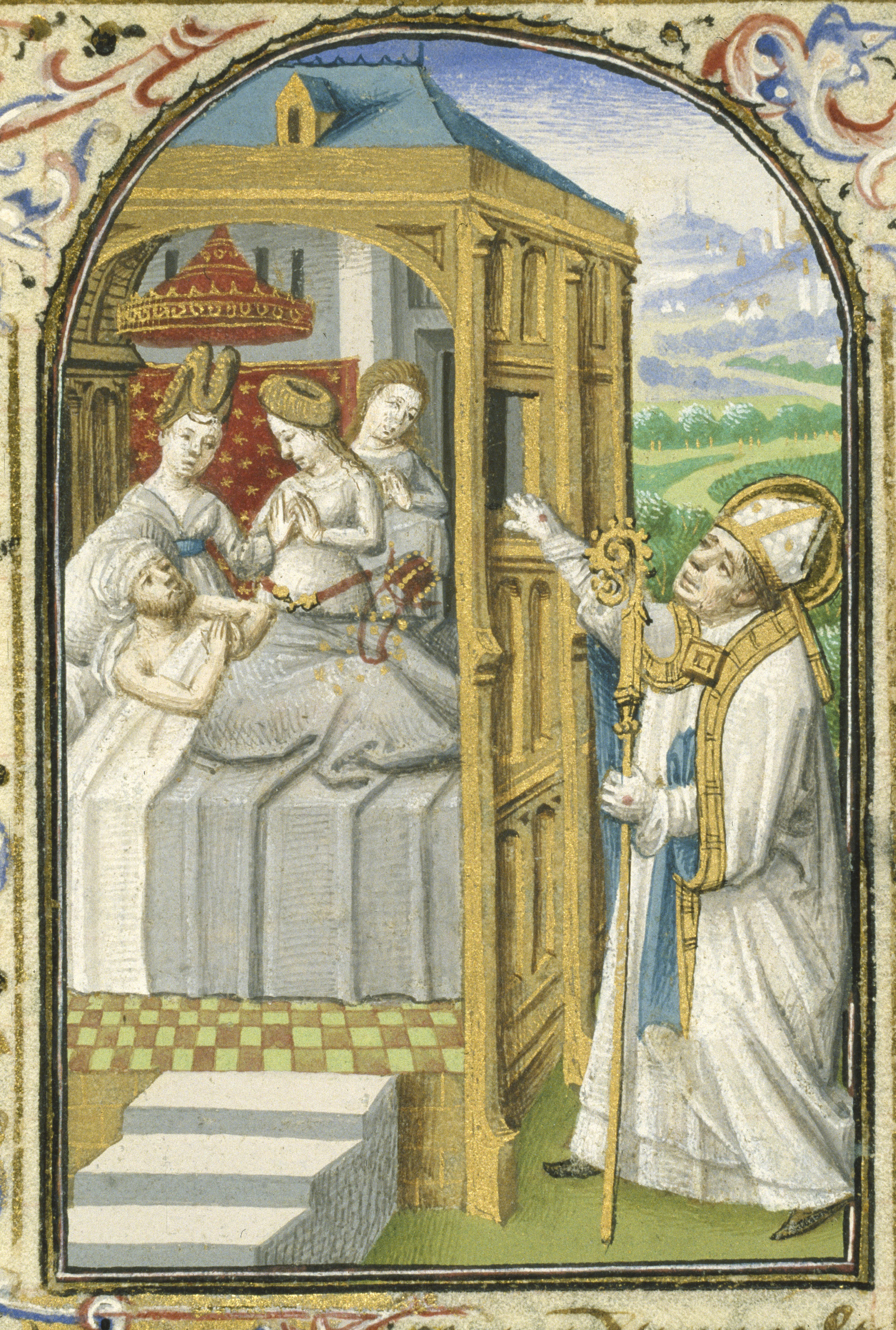
Miniatura foglio 084r

### KB 74 G 37a

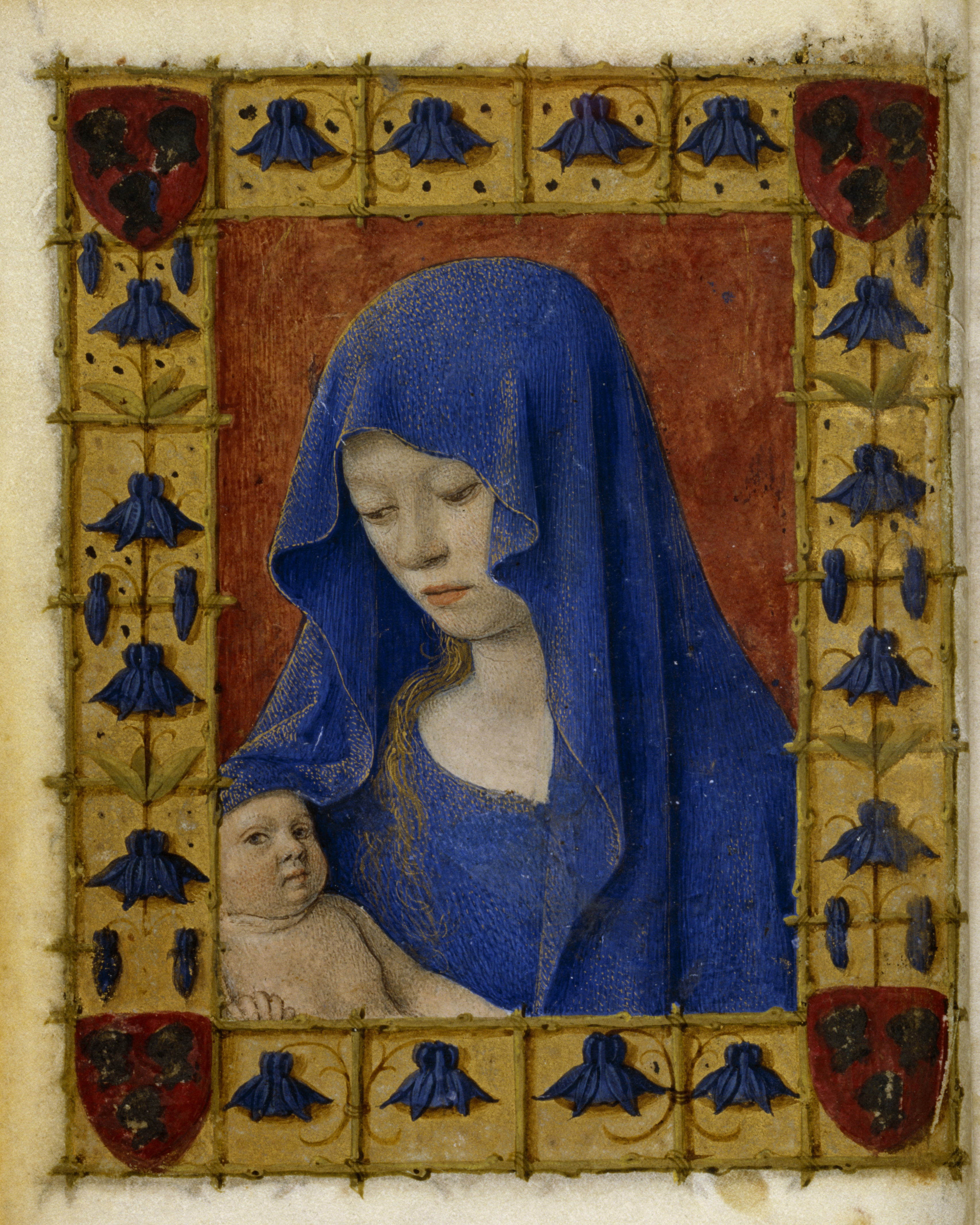
Foglio 001v
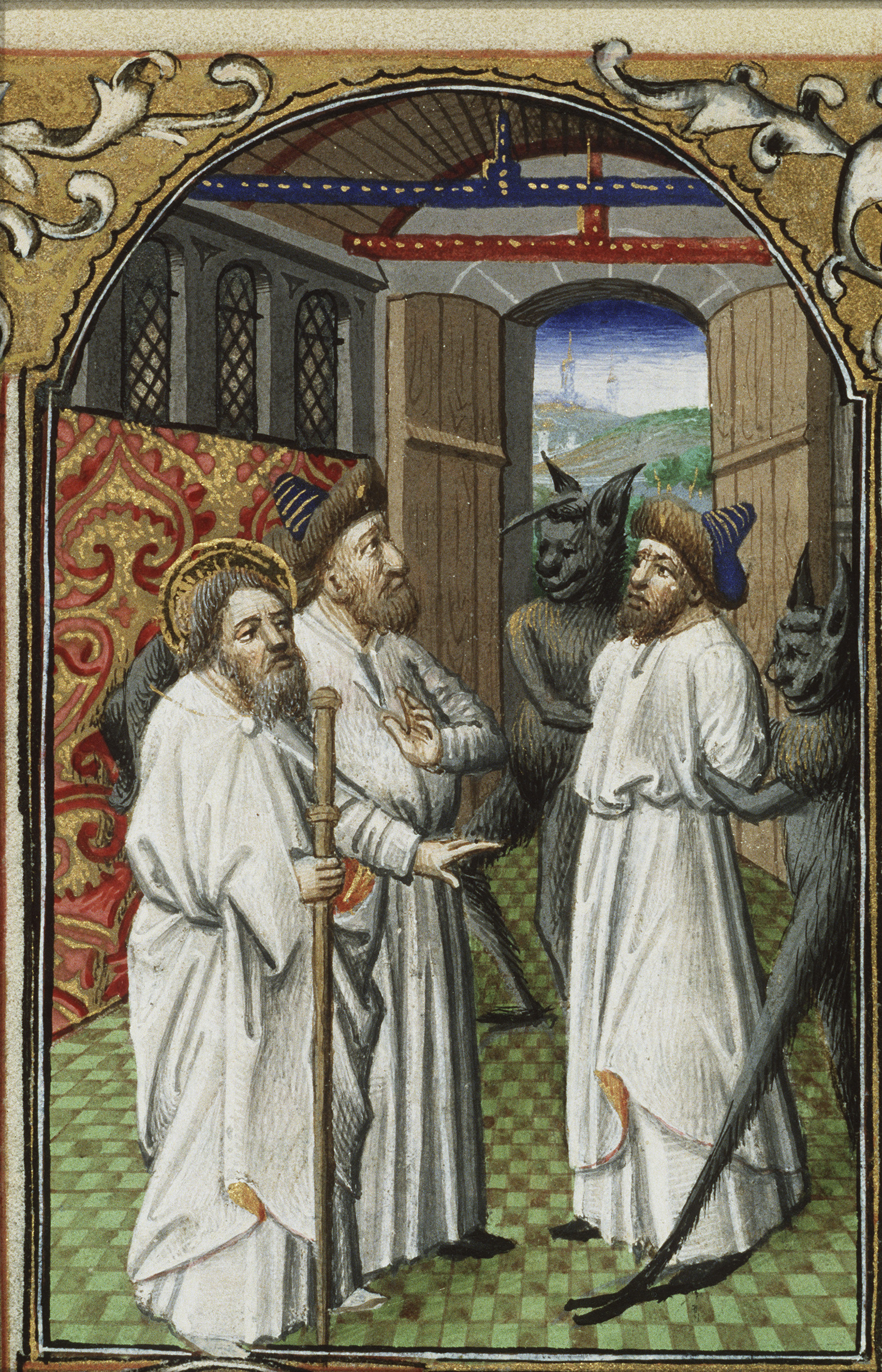
Miniatura foglio 006v
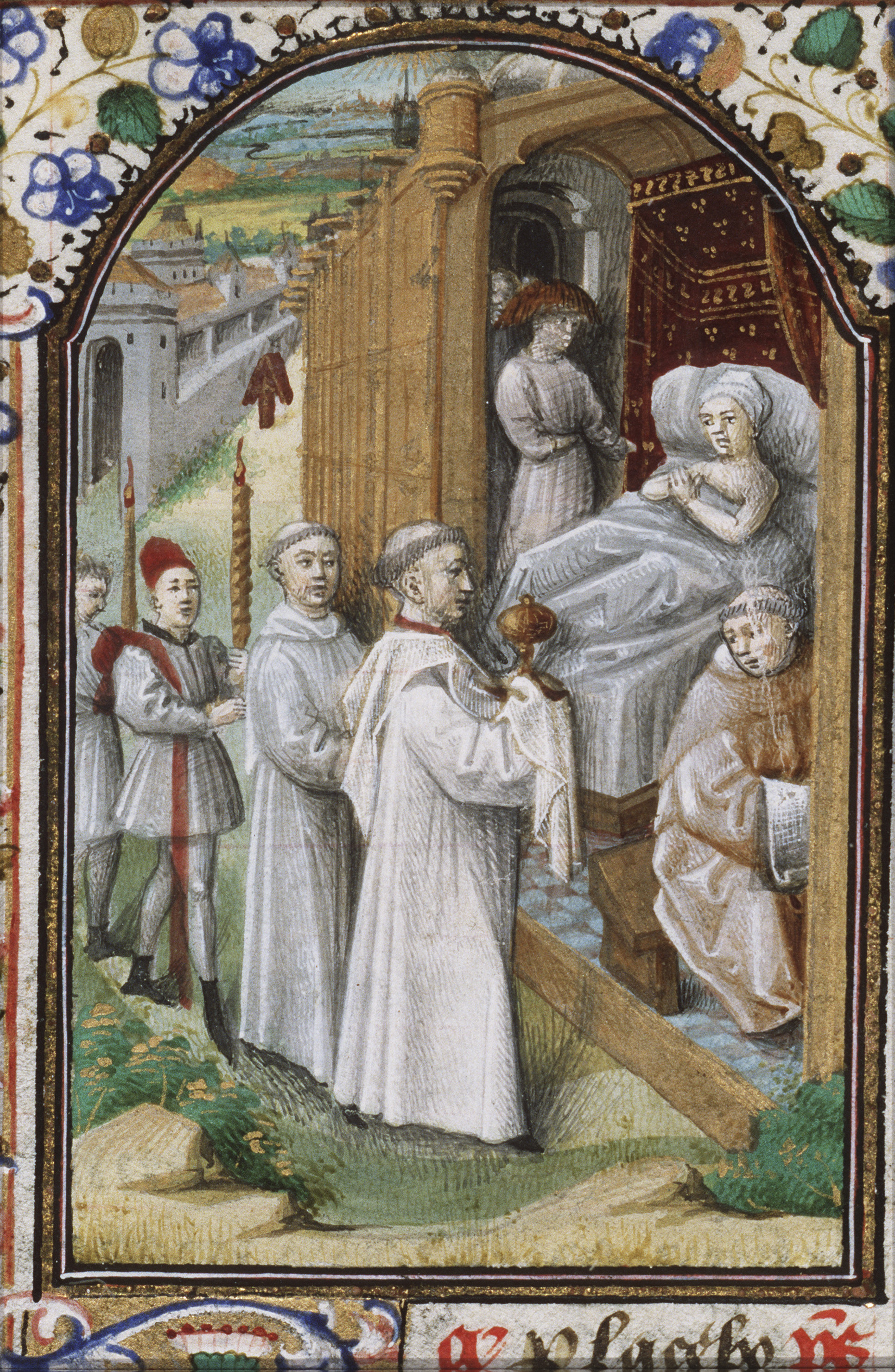
Miniatura foglio 037r
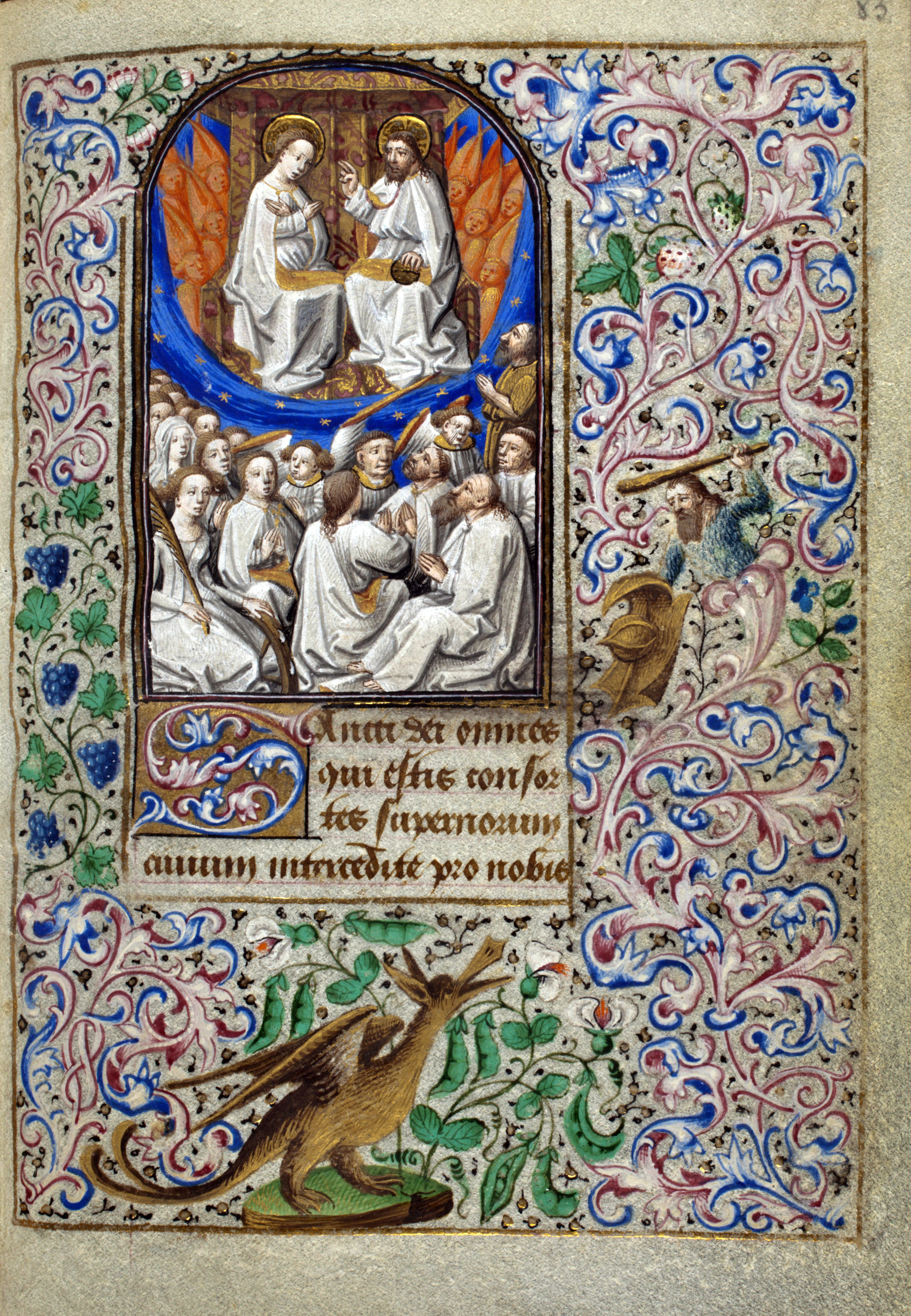
Foglio 083r
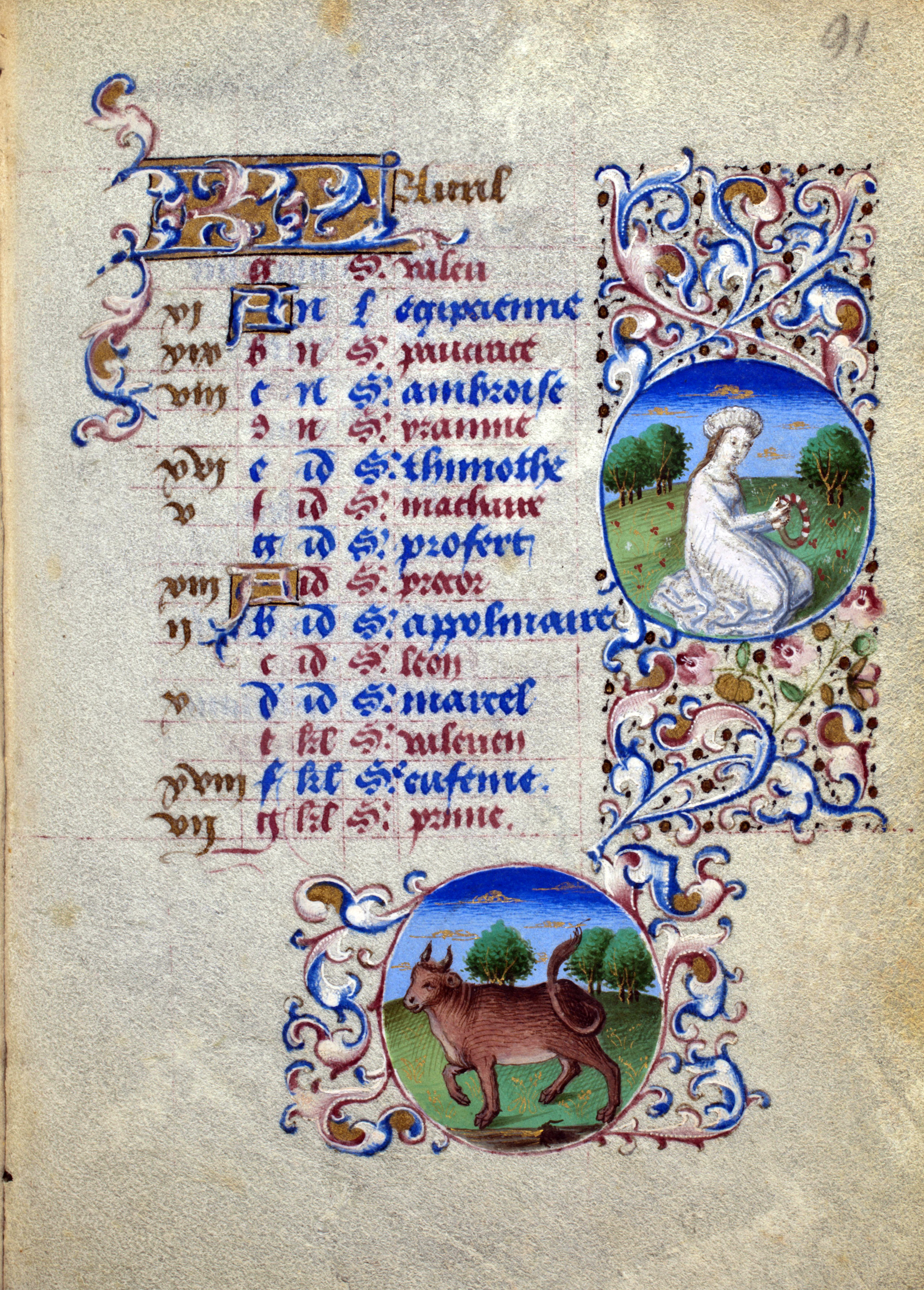
Aprile - foglio 091r
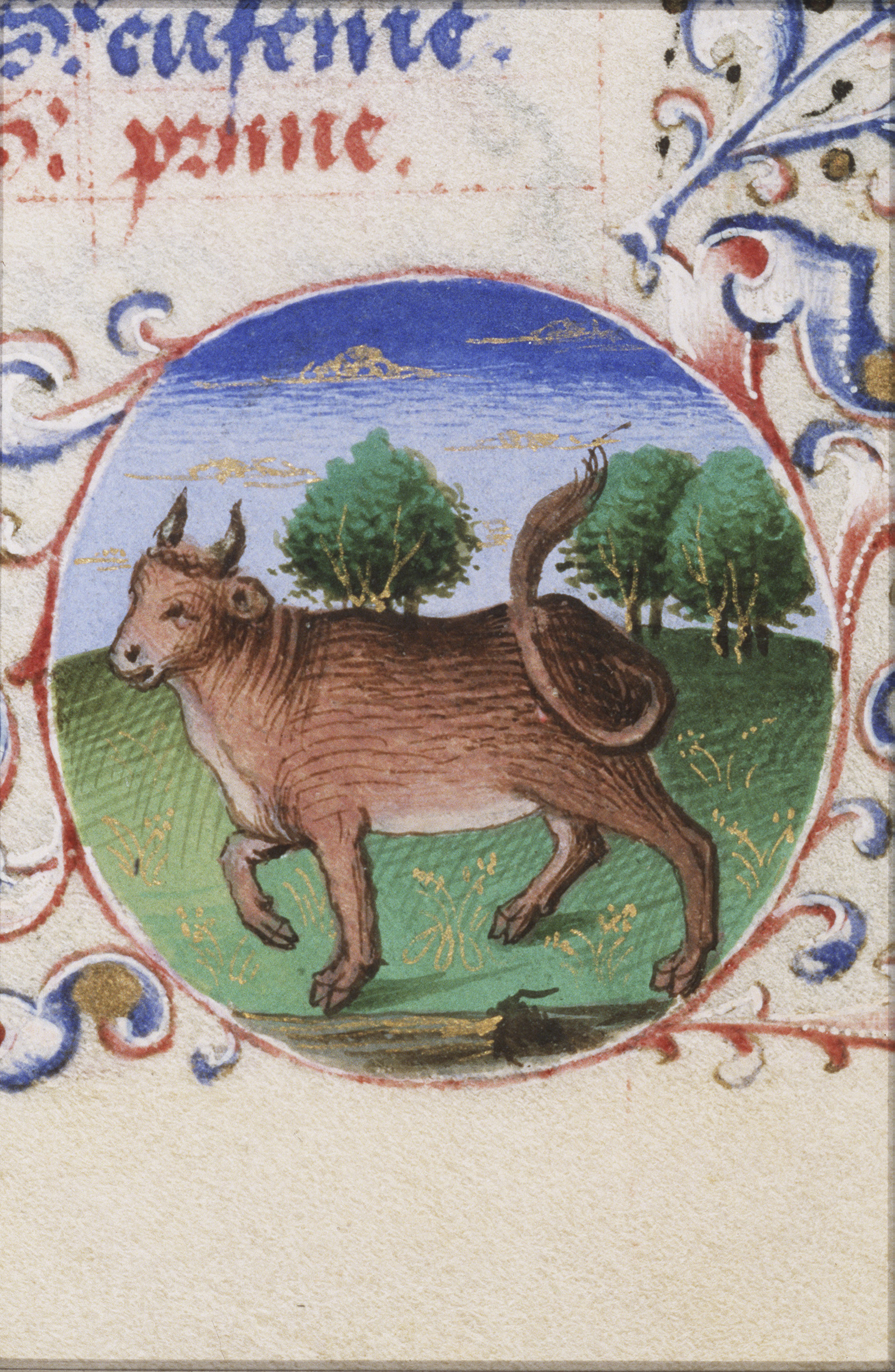
Aprile - Toro

### Getty Ms 7

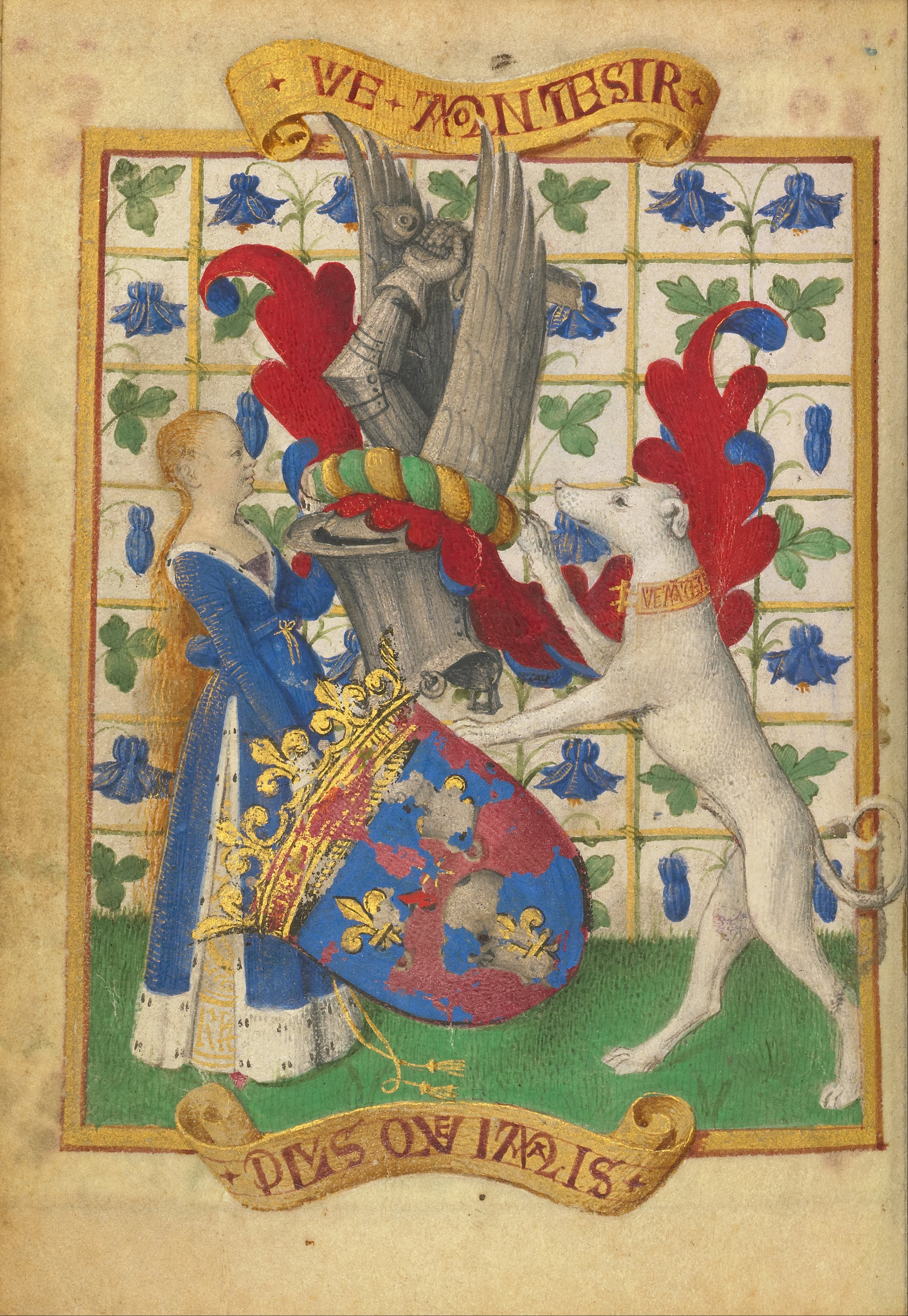
Jean Fouquet, Getty Ms. 7, foglio 2v
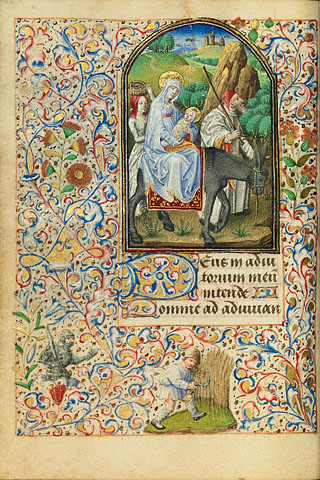
Ms. 7, foglio 28, verso
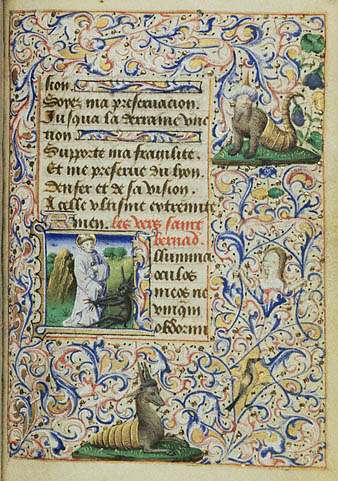
Ms. 7, foglio 72